# مینرال سیتی (ویرجینیای غربی)
مینرال سیتی (به انگلیسی: Mineral City) یک منطقهٔ مسکونی در ایالات متحده آمریکا است که در شهرستان لوگان، ویرجینیای غربی واقع شده‌است. مینرال سیتی ۲۴۸٫۱۱ متر بالاتر از سطح دریا واقع شده‌است.